# Carl Limberger
Carl Limberger (Wagga Wagga, 24 gennaio 1964) è un ex tennista australiano.

## Biografia
Ottenne il suo best ranking in singolare il 11 maggio 1987 con la 71ª posizione, mentre nel doppio divenne il 6 luglio 1987, il 53º del ranking ATP.
Specialista del doppio, vinse in carriera un solo torneo del circuito ATP su un totale di nove finali raggiunte, quattro delle quali in coppia con il connazionale Mark Woodforde. La sua unica vittoria avvenne nel 1992 al Guarujá Open in coppia con lo svedese Christer Allgårdh; in quell'occasione superarono in finale la coppia formata dall'uruguaiano Diego Pérez e dallo spagnolo Francisco Roig con il risultato di 6-4, 6-3.
Nel circuito ATP Challenger Series vinse quattro tornei in carriera, sempre in doppio.

## Vita privata
Ha sposato la collega neozelandese Claudine Toleafoa. La coppia vive ad Auckland.

## Statistiche

### Tornei ATP

#### Doppio

##### Vittorie (1)
| Legenda singolare           |
| Grande Slam (0)             |
| ATP World Tour Finals (0)   |
| ATP Super 9 (0)             |
| ATP Championship Series (0) |
| ATP World Series (1)        |

| Numero | Data            | Torneo                | Superficie | Compagno          | Avversari in finale        | Punteggio |
| 1.     | 26 ottobre 1992 | Guarujá Open, Guarujá | Cemento    | Christer Allgårdh | Diego Pérez Francisco Roig | 6-4, 6-3  |

##### Sconfitte in finale (8)
| Legenda singolare           |
| Grande Slam (0)             |
| ATP World Tour Finals (0)   |
| ATP Super 9 (0)             |
| ATP Championship Series (0) |
| ATP World Series (8)        |

| Numero | Data              | Torneo                          | Superficie  | Compagno          | Avversari in finale             | Punteggio     |
| 1.     | 20 settembre 1982 | Geneva Open, Ginevra            | Terra rossa | Mike Myburg       | Pavel Složil Tomáš Šmíd         | 4-6, 0-6      |
| 2.     | 20 maggio 1985    | ATP Firenze, Firenze            | Terra rossa | Bruce Derlin      | David Graham Laurie Warder      | 1-6, 1-6      |
| 3.     | 22 luglio 1985    | Dutch Open, Hilversum           | Terra rossa | Mark Woodforde    | Stefan Simonsson Hans Simonsson | 3-6, 4-6      |
| 4.     | 5 gennaio 1987    | Heineken Open, Auckland         | Cemento     | Mark Woodforde    | Kelly Jones Brad Pearce         | 6-7, 6-7      |
| 5.     | 24 agosto 1987    | Rye Brook Open, Rye Brook       | Cemento     | Mark Woodforde    | Lloyd Bourne Jeff Klaparda      | 3-6, 3-6      |
| 6.     | 28 dicembre 1987  | South Australian Open, Adelaide | Cemento     | Mark Woodforde    | Darren Cahill Mark Kratzmann    | 6-4, 2-6, 5-7 |
| 7.     | 27 aprile 1992    | BMW Open, Monaco di Baviera     | Terra rossa | Tomáš Anzari      | David Adams Menno Oosting       | 6-3, 5-7, 3-6 |
| 8.     | 9 novembre 1992   | ATP San Paolo, San Paolo        | Cemento     | Christer Allgårdh | Diego Pérez Francisco Roig      | 2-6, 6-7      |

### Tornei minori

#### Doppio

##### Vittorie (4)
| Legenda tornei minori |
| Challenger (4)        |
| Futures (0)           |

| Numero | Data             | Torneo                            | Superficie  | Compagno          | Avversari in finale               | Punteggio     |
| 1.     | 27 maggio 1991   | Bielefeld Challenger, Bielefeld   | Terra rossa | Florin Segărceanu | Mark Keil Francisco Montana       | 6-3, 6-2      |
| 2.     | 18 novembre 1991 | Auckland Challenger, Auckland     | Cemento (i) | Bruce Derlin      | David Adams Paul Hand             | 6-4, 7-5      |
| 3.     | 6 aprile 1992    | Jerusalem Challenger, Gerusalemme | Cemento     | Steve Guy         | Brian Joelson Richard Matuszewski | 7-6, 6-2      |
| 4.     | 20 aprile 1992   | Oporto Challenger, Porto          | Terra rossa | Tomáš Anzari      | Brian Devening Bent-Ove Pedersen  | 3-6, 6-1, 6-4 |